# Azimut

Az azimut a magasságvektor horizontális vetületének északkal bezárt szöge

Az azimut (az arab as‑simt 'irány' szóból) az a szög, amelyet egy valamely égi vagy földi objektumon áthaladó magassági kör képez a meridiánnal.
A csillagászok a délponttól kiindulva nyugaton, északon és keleten át 0°-tól 360°-ig számítják, a földmérők (és kivételes esetekben a csillagászok is) északról kiindulva keleten, délen, nyugaton át ugyancsak 360°-ig. Az azimut mértéke a horizont vagy valamely almukantarat azon íve, mely a csillag vertikális köre és a délkör között fekszik. Meghatározására szolgál az altazimut, a teodolit, vagy egyszerűbb esetben a mágneses deklináció tekintetbevételével a boussola.